# 杰克·安东诺夫
杰克·迈克尔·安东诺夫（英語：Jack Michael Antonoff；1984年3月31日—），是一名美國歌手、詞曲作家和音樂製作人。他以作為歡樂看台的主唱和歡樂.樂團的主吉他手知名。安东诺夫曾贏得5項葛萊美獎，並獲得了1項金球獎提名。他亦開辦了自己的音樂節，“Shadow of The City”。該音樂節每年在新澤西舉辦。